# Aclitus obscuripennis
Aclitus obscuripennis är en stekelart som beskrevs av Forster 1862. Aclitus obscuripennis ingår i släktet Aclitus och familjen bracksteklar. Inga underarter finns listade i Catalogue of Life.